# Острувек (Каліський повіт)
Острувек (пол. Ostrówek) — село в Польщі, у гміні Ставішин Каліського повіту Великопольського воєводства.
У 1975-1998 роках село належало до Каліського воєводства.